# 上山信一
上山 信一（うえやま しんいち、1957年（昭和32年）10月6日 - ）は、日本の公共政策学者、運輸官僚。ZEN大学副学長・知能情報社会学部教授、慶應義塾大学名誉教授、大阪府市特別顧問、愛知県政策顧問、京都市特別顧問、北九州市顧問、堺市政策アドバイザー等を兼務。

## 略歴
大阪市生まれ。大阪府立豊中高等学校卒業。1980年京都大学法学部（西洋法制史：上山安敏ゼミ）卒業後、鉄道好きということもあり運輸省に入省。1983-1984年米プリンストン大学に政府派遣留学（修士号（公共経営）取得）。1986年同省を退官し、マッキンゼー・アンド・カンパニーに入社。1992年同社共同経営者に就任。2000年までに大企業20社の改革を手がける。同社在籍中に行政に「評価」と「経営」の考え方を入れることを提唱。企業改革の経験と英米の先進事例調査を基にNTT出版から2冊の本（「行政評価の時代」「行政経営の時代」）を出版。また福岡市の経営管理委員会委員、逗子市顧問などを兼務。またこの時期に全国のパブリックセクターの関係者に呼びかけてNPO「行政経営フォーラム」（会員数約400人）を創設し代表となる。
2000年、マッキンゼーを退社して渡米。ワシントンD.C.を拠点に米ジョージタウン大学政策大学院研究教授、東京財団上席客員研究員として政策と行政改革の研究に取り組む。2003年に帰国。慶應義塾大学大学院政策・メディア研究科特別研究教授（2003年9月～2007年3月）及び大阪市立大学大学院（創造都市研究科）特任教授(2003年度～2011年度）に就任。2007年から2021年までに慶應義塾大学総合政策学部（湘南藤沢キャンパス、SFC）の専任教授。本務の傍らで首長や政治家、経営者のアドバイザー、企業の非常勤監査役、政府委員、自治体の各種委員等を務める。株式会社麻生の監査役を務める。
外務省への出向経験をもつほか国連機関の評価・改革委員も務める。著書は韓国でも翻訳出版された。

## 主な社会的活動
- 2006年 - 2008年 大阪市役所市政改革推進会議委員長および市政改革本部員等
- 2007年4月 - 2019年3月 新潟市都市政策研究所長(2014年4月以降は政策改革本部統括）
- 2008年4月 - 大阪府特別顧問
- 2011年6月 - 12月 大阪維新の会政策特別顧問
- 2011年12月 - 大阪市特別顧問
- 2012年4月 - 愛知県政策顧問
- 2012年 - 2013年　未来政治塾講師[6]
- 2016年 - 維新政治塾講師（3期[7]・4期[8]・5期）
- 2016年9月 - 2018年3月[9] 東京都顧問及び特別顧問
- 2016年 希望の塾講師
- 2019年8月 - 2020年3月 あいちトリエンナーレ2019検証委員会副座長[10]
- 2020年4月 - 堺市戦略アドバイザー
- 「官僚国家日本を変える元官僚の会（脱藩官僚の会）」発起人の一人
- 以上のほか、国土交通省・総務省の政策評価会委員、岩手県・奈良県・新潟市・広島市等の行政改革の委員、滋賀県新幹線問題専門委員、東京芸大美術館評価委員、横浜市・静岡県・川崎市・東京都の文化施設や動物園の改革評価委員会の委員長、 構想日本政策・運営委員（代表加藤秀樹）など20を超える中央省庁、自治体、政府機関の各種改革プロジェクトの顧問や委員を歴任（公職一覧は本人ホームページに記載）。

## 主張・見解
- 著書「大阪維新」は地域政党・大阪維新の会の「基本的な考え方と指針」になっており、大阪都構想の理論的支柱となっている[11]。
- 東京都顧問時代には東京五輪の予算超過問題に関する調査チームのリーダーを務めた。
- 東京都特別顧問時代の2017年6月には、築地市場移転問題について、豊洲市場への移転はあくまで｢一時移転・暫定利用｣であり、PFIを活用すれば実質的に税金を投じずに築地市場を再整備できるとの見解を示した[12]。
- あいちトリエンナーレ2019の企画展「表現の不自由展」で抗議が殺到し、展示が中止された問題を巡っては、昭和天皇の肖像を燃やす作品の是非について、「燃やすという行為は祈り」との見解をtwitter上で述べた[13]が、後に削除した[14]。
- 大阪府所蔵の美術作品が咲洲庁舎の地下駐車場に置かれている問題で、2023年8月18日に行われた専門家らでの初会合にて、上山信一は「デジタルで見られる状況にしておけば、物理的な部品は処分してもいいというのはありえると思う」とも述べた[15]。

## 著作

### 単著
- 『組織がみるみる変わる改革力』(朝日新聞出版、2014年)
- 『公共経営の再構築ー大阪から日本を変える』(日経BP、2012年)
- 『公共の経済・経営学 ―市場と組織からのアプローチ』(慶応義塾大学出版会、2012年) 山内弘隆共編著
- 『大阪維新ー橋下改革が日本を変える』(角川SCC新書、2010年)
- 『自治体改革の突破口』（日経BP社、2009年）
- 『政策連携の時代―地域・自治体・NPOのパートナーシップ』（日本評論社、2002年）第1回NPO学会賞、第5回フジタ未来経営賞受賞
- 『だから改革は成功する』（ランダムハウス講談社、2005年）
- 『行政の経営改革――管理から経営へ』（第一法規出版、2002年）
- 『「行政経営」の時代－評価から実践へ』（NTT出版、1999年）
- 『「行政評価」の時代 経営と顧客の視点から』（NTT出版、1998年）

### 共著
- （檜森隆一）『行政の解体と再生』（東洋経済新報社、2009年）
- （大阪市役所）『行政の経営分析　大阪市の挑戦』（時事通信出版局、2009年）
- （南学）『横浜市改革エンジンフル稼働 ― 中田市政の戦略と発想』（東洋経済新報社、2004年）
- （稲葉郁子）『ミュージアムが都市を再生する』（日本経済新聞社、2003年）
- （伊関友伸）『自治体再生戦略-行政評価と経営改革』（日本評論社、2003年）
- （竹中平蔵編）『日本再生のトータルプラン』（朝日新聞社、2001年）
- （水野清、加藤秀樹、江田憲司他）『官僚の本分』（小学館文庫、2001年）
- （石井幸孝）『自治体DNA革命－日本型組織を超えて』（東洋経済新報社、2001年）
- （川勝平太・嶌信彦編）『ジャパニーズドリーム－次世紀の暮らしを考える』（中央公論新社、2000年）
- （織山和久、若松茂美）『変革のマネジメント ― 明るい「リストラ」を考える 』（NTT出版、1992年)
- （吉村洋文、松井一郎）『大阪から日本は変わる 』（朝日新聞出版、2020年)

### 共編著
- （山内弘隆）『公共の経済・経営学ー市場と組織からのアプローチ』（慶應義塾大学出版会、2012年）
- （若松謙維、樫谷隆夫）『新・行財政構造改革工程表』（ぎょうせい、2005年）

### 監修
- （大阪維新の会政調会）『大阪維新　チーム橋下の戦略と作戦』(PHP研究所、2012年)
- （千田俊樹編）『住民幸福度に基づく都市の実力評価』(時事通信出版局、2011年)